# Эндогенные пигменты
Эндоге́нные пигме́нты (хромопротеи́ны) — окрашенные белки и продукты обмена аминокислот, образующиеся в самом организме. В отличие от этого, экзогенными пигментами обозначают окрашенные вещества, поступающие в организм человека из внешней среды.

## Классификация
Различают три основные группы эндогенных пигментов:
I. Гемоглобиногенные пигменты
1. Ферритин
2. Гемосидерин
3. Билирубин
4. Гематоидин (патологические условия)
5. Порфирины (патологические условия)
6. Гематины (патологические условия)

II. Протеиногенные пигменты
1. Меланин
2. Адренохром
3. Серотонин и мелатонин («пигмент гранул EC-клеток»)
4. Пигмент охроноза.

III. Липопигменты
1. Липофусцин
2. Цероид
3. Липохромы.

## Гемоглобиногенные пигменты
Гемоглобиноге́нные пигменты — эндогенные пигменты, образующиеся при катаболизме (распаде) гемоглобина. Выделяют шесть гемоглобиногенных и родственных им пигментов: (1) ферритин, (2) гемосидерин, (3) гематины, (4) порфирины, (5) билирубин и (6) гематоидин.
Традиционно к этой группе относят три пигмента, не являющиеся собственно гемоглобиногенными, то есть образование которых не связано с распадом гемоглобина: (1) анаболический ферритин, (2) анаболический гемосидерин и (3) порфирины. Анаболические ферритин и гемосидерин синтезируются из пищевого (алиментарного) железа, всасывающегося в тонкой кишке, а порфири́ны являются предшественниками гема и, следовательно, гемоглобина.

### Классификация гемоглобиногенных и родственных им пигментов
Классификация гемоглобиногенных пигментов выглядит следующим образом:
I. Условия нормы или патологии
1. Встречающиеся как в норме, так и в патологических условиях (ферритин и гемосидерин, билирубин, порфирины)
2. Встречающиеся только в патологических условиях (гематины, гематоидин).

II. Наличие или отсутствие железа в составе пигментов
1. Железосодержащие пигменты (ферритин и гемосидерин, гематины)
2. Пигменты, не содержащие железа (билирубин, гематоидин, порфирины).

Железосодержащие гемоглобиногенные пигменты подразделяются на две подгруппы:
I. Пигменты с двухвалентным железом (ферритин и гемосидерин).
II. Пигменты, содержащие трёхвалентное («окисленное») железо (гематины)
1. Гемин (солянокислый гематин)
2. Гемомеланин (малярийный пигмент)
3. Формалиновый пигмент.

Цвет железосодержащих гемоглобиногенных пигментов. Пигменты, содержащие двухвалентное железо, имеют коричневый (бурый) цвет, придающий «ржавый вид» ткани тех органов, где происходит накопление ферритина и гемосидерина. Гематины — пигменты чёрного цвета. Ткань с высоким содержанием гематинов приобретает различные оттенки серого цвета вплоть до насыщенно-серого, почти чёрного («аспидно-серый цвет», «цвет чугуна», «цвет мокрого асфальта»).
Гистохимическое выявление железосодержащих пигментов. Железо в тканевых срезах обнаруживают при помощи реакций Тирмана и Перлса.
1. Реакция Тирмана выявляет все железосодержащие пигменты. Тканевый срез при этом сначала обрабатывается восстановителем (например, сульфидом аммония), после чего окрашивается красной кровяной солью. Трёхвалентное железо гематинов под влиянием восстановителя превращается в двухвалентное, а красная кровяная соль окрашивает все железосодержащие соединения в синий цвет (образовавшееся вещество синего цвета называется турнбуллева синь).
2. Реакция Перлса позволяет обнаружить в тканевом срезе только двухвалентное железо (ферритин и гемосидерин). Срез при этом окрашивают жёлтой кровяной солью, с которой двухвалентное железо образует берлинскую лазурь синего цвета.
Следовательно, если необходимо выявить в ткани гематины, срезы параллельно окрашивают методами Тирмана и Перлса. При сравнении результатов окрасок учитывают те гранулы пигмента, которые окрасились при реакции Тирмана и не были окрашены методом Перлса: эти гранулы и будут гематином. Для выявления ферритина и гемосидерина достаточно только реакции Перлса.

### Ферритин и гемосидерин
Ферропротеины феррити́н и гемосидери́н, по существу, представляют собой один пигмент: различие между ними состоит только в величине гранул — гранулы ферритина мелкие, зёрна гемосидерина крупные. Гемосидерин образуется путём объединения гранул ферритина («полимер» ферритина). Перед включением в ферритин или трансферрин двухвалентное железо превращается в трёхвалентное. Белковый компонент ферритина носит название апоферритин.
Различают следующие формы ферритина:
I. Образование в условиях нормы или патологии
1. Окисленный ферритин (SS-ферритин)
2. Восстановленный ферритин (SH-ферритин).

II. Механизм синтеза
1. Анаболический ферритин
2. Катаболический ферритин.

- Анаболический ферритин — ферритин, источником которого является алиментарное железо (железо пищи), всасывающееся в тонкой кишке.
- Катаболический ферритин — ферритин, образованный макрофагами из гемоглобина разрушенных эритроцитов. Такие макрофаги носят название сидеробла́сты. Эти же клетки образуют из молекул ферритина гемосидерин. [В гематологии сидеробластами также называют созревающие эритроидные клетки костного мозга, содержащие в цитоплазме гранулы ферритина и гемосидерина.]
- SS-ферритин (окисленный ферритин) — ферритин, присутствующий в организме в нормальных условиях (при достаточном обеспечении тканей кислородом).
- SH-ферритин (восстановленный ферритин) образуется при тяжёлой гипоксии. Он обладает выраженным сосудорасширяющим действием (антагонист адреналина) и способствует развитию артериальной гипотензии (сосудистого коллапса) и шока.

Гемосидерин, аналогично ферритину, подразделяют на (1) анаболический и (2) катаболический, образующиеся из анаболического и катаболического ферритина соответственно.
В норме ферритин и гемосидерин являются формой депонирования (хранения) железа. К основным депо железа относятся костный мозг (эритроидные предшественники), печень (клетки Купфера) и селезёнка (макрофаги красной пульпы).

### Гематины
Гемати́ны — гемоглобиногенные пигменты, в состав которых входит трёхвалентное железо. Гематины образуются только в патологических условиях.
Различают два основных гематина: гемин и гемомеланин. К гематинам также относится формалиновый пигмент, однако большого значения в патологии он не имеет, представляя собой артефакт обработки материала (фиксация ткани в кислом формалине).
1. Геми́н (солянокислый гематин) — гематин, образующийся в основном в желудке под влиянием ферментов и соляной кислоты желудочного сока. Он прокрашивает в чёрный цвет дно эрозий и язв желудка и двенадцатиперстной кишки.
2. Гемомелани́н (малярийный пигмент) — продукт разрушения гемоглобина малярийными плазмодиями. У больных малярией гемомеланин, наряду с ферритином и гемосидерином, накапливается в различных органах, но наибольшее его содержание отмечается в органах, богатых макрофагами, контактирующими с кровью (селезёнка, печень, лимфатические узлы, красный костный мозг), а при коме — в головном мозге. Ткань этих органов приобретает тёмно-серый («аспидно-серый»), почти чёрный цвет.

### Порфирины
Порфири́ны — предшественники гема в реакциях синтеза гемоглобина. Порфирины образуются во всех клетках организма, что необходимо прежде всего для синтеза цитохромов. Однако основное количество порфиринов и гема синтезируются в эритроидных клетках костного мозга и в гепатоцитах, поэтому наследственные заболевания, связанные с накоплением порфиринов, прежде всего приводят к изменениям эритрокариоцитов и печени (эритропоэтические и печёночные формы порфирий).

### Билирубин и гематоидин
Билируби́н — типичный гемоглобиногенный пигмент, не содержащий железа, образуется в результате распада гема. В плазме крови билирубин связан с белками, прежде всего альбуминами. Из организма билирубин выводится не только с мочой, но и с желчью, поэтому он относится к группе «желчных пигментов». Различают (1) неконъюгированный и (2) конъюгированный (с двумя молекулами глюкуроновой кислоты) билирубин. Нормальная концентрация в крови общего билирубина (конъюгированного и неконъюгированного) составляет 8,5—20,5 мкМ/л, конъюгированного — 2,2—5,1 мкМ/л. Билирубин — пигмент жёлтого цвета, накопление его в тканях в высокой концентрации (обычно при уровне билирубинемии, превышающей 35 мкМ/л) приводит к их желтушному окрашиванию (желтушный синдром, «желтуха»).
Кристаллы билирубина, образующегося в центральных участках гематом при спонтанном (без участия макрофагов) распаде гемоглобина, в патологической анатомии традиционно называются гематоиди́ном.

## Протеиногенные пигменты
Протеиноге́нные пигменты (тирозиногенные и триптофаногенные пигменты) — пигменты, образующиеся из аминокислот, прежде всего из тирозина и триптофана. К ним относятся (1) меланин, (2) пигмент гранул EC-клеток (энтерохромаффинных клеток), (3) адренохром и (4) пигмент охроноза.
Среди протеиногенных пигментов ведущее значение в патологии человека имеет мелани́н — пигмент тёмно-коричневого или чёрного цвета, синтезируемый из тирозина специализированными клетками нейрогенного происхождения — меланоцитами, расположенными в основном в коже и в тканях глаза. Кроме того, в тканях глаза меланин образуют клетки пигментного эпителия радужки, цилиарного тела и сетчатки. Специфические органеллы меланоцитов, представляющие собой гранулы меланина, носят название меланосом. Меланин защищает поверхностные ткани от избыточной инсоляции, прежде всего ультрафиолетовых лучей.
Пигмент гранул EC-клеток образован серотонином и мелатонином, в патологических условиях он обнаруживается в значительном количестве в опухолях из EC-клеток — карцино́идах). Адренохро́м синтезируется клетками мозгового вещества надпочечников и других симпатических параганглиев, содержится в опухолях из них (феохромоцито́мах). Пигмент охроно́за является продуктом окисления гомогентизиновой кислоты и накапливается в тканях при алкаптонурии (охронозе).

## Липопигменты
Липопигме́нты (липидогенные пигменты) — пигменты, содержащие в своём составе липиды, или растворённые в жирах организма.
Ранее выделяли пять липидогенных пигментов: липофусцин, гемофусцин, пигмент недостаточности витамина Е, цероид и липохромы. В дальнейшем пигмент недостаточности витамина Е был отождествлён с липофусцином, а гемофусцин — с цероидом. В настоящее время к липопигментам относят (1) липофусцин, (2) цероид и (3) липохромы.

### Липофусцин и цероид
Липофусци́н и церо́ид химически идентичны (липопротеины). Гранулы зрелого липофусцина и цероида представляют собой телолизосомы (остаточные тельца) паренхиматозных клеток (липофусцин) и макрофагов (цероид). Липофусцин наиболее часто обнаруживается в гепатоцитах, кардиомиоцитах и нейронах. Незрелым липофусцином называются собственные органеллы клетки, прежде всего митохондрии, с необратимым повреждением структуры. Такие органеллы затем сливаются с лизосомой и расщепляются её гидролитическими ферментами (аутофагия — лизосомный гидролиз собственных структур клетки). При электронно-микроскопическом исследовании в незрелом липофусцине, как правило, выявляются миелиноподобные тельца — свёрнутые в «рулоны» мембраны деградирующих органелл. Незрелый цероид — фагосомы макрофага с липопротеиновым материалом (гетерофагия — расщепление в лизосомах материала, поглощённого клеткой путём фаго- или пиноцитоза).
Гранулы незрелых липофусцина и цероида жёлтого цвета, зрелые пигменты обычно становятся коричневыми. Особенно тёмный оттенок приобретает зрелый липофусцин в гепатоцитах при болезни Дабина—Джонсона: даже при макроморфологическом исследовании орган выглядит почти чёрным («болезнь чёрной печени»).
Выявление макрофагов с большим количеством гранул цероида помогает диагностировать хроническую фатальную гранулёматозную болезнь детей, при которой макрофаги не способны эффективно расщеплять в фаголизосомах поглощаемый материал, прежде всего бактериальные клетки.

### Липохромы
Липохро́мами называют растворённые в жирах каротино́иды. Они придают тканям (белая жировая ткань, корковое вещество надпочечников, жёлтые тела в яичниках) и отчасти жидкостям (плазма крови, моча) организма жёлтый цвет. Известно усиление пигментации тканей липохромами алиментарного происхождения (при употреблении в пищу большого количества моркови). Конденсация липохромов в жировой клетчатке обнаруживается при быстро развивающемся похудении. У больных сахарным диабетом липохромы накапливаются не только в жировой ткани, но также в костях и коже.